# Équation de Vogel-Fulcher-Tammann
L'équation de Vogel-Fulcher-Tammann, ou plus succinctement loi de Vogel-Fulcher, est une loi empirique utilisée dans la modélisation de différents problèmes physiques : viscosité d'un matériau au voisinage d'une transition vitreuse, relaxation diélectrique des matériaux relaxeurs, dynamique des verres de spins, etc. Elle prend la forme générale suivante :
{\displaystyle X(T)=X_{0}\,\exp({\frac {A}{T-T_{f}}})}
où {\displaystyle T} est la température, {\displaystyle X} la grandeur physique considérée, et {\displaystyle X_{0}}, {\displaystyle A} et {\displaystyle T_{f}} sont des paramètres ajustables qui sont déterminés par une régression sur un jeu de données expérimentales.